# نودا، ایواته
نودا، ایواته (به لاتین: Noda, Iwate) یک منطقهٔ مسکونی در ژاپن است که در استان ایواته واقع شده‌است. نودا ۸۰٫۸۴ کیلومترمربع مساحت و ۴٬۲۹۰ نفر جمعیت دارد.